# Marca Q

Logotip de la marca Q

La marca Q de qualitat alimentària és una certificació oficial atorgada pel Departament d'Agricultura, Ramaderia, Pesca i Alimentació de la Generalitat de Catalunya a un producte agroalimentari que compleix àmpliament les normatives vigents de qualitat i que es diferencia d'altres productes similars pel que fa a les matèries primeres, procés de producció, mètode d'elaboració o obtenció de manera que això es tradueixi en millors característiques físiques, químiques o organolèptiques resultants mesurables.
El distintiu de la marca Q consisteix en un lacre de color vermell amb la lletra Q daurada al centre. En aquest lacre constarà la indicació «Qualitat Alimentària. Decret» (normativa d'autorització de cada producte) en color blanc sobre fons vermell i envoltant la Q.
Aquest segell alimentari es regeix pel decret 285/2006, de 4 de juliol, pel qual es desenvolupa la LLEI 14/2003, de 13 de juny, de qualitat agroalimentària. (DOGC 4670 - 06/07/2006)
També poden obtenir la marca Q els productes que ja gaudeixin d'altres certificacions com la indicació geogràfica de begudes espirituoses, la denominació d'origen protegida, la indicació geogràfica protegida o l'especialitat tradicional garantida.
Els productes catalans inscrits a la marca Q són:
- Bombons
- Capó
- Conill
- Formatge
- Galetes
- Mel
- Peix blau
- Pollastre
- Porc
- Torrons de praliné i trufats de xocolata
- Vedella
- Xai